# Anthony Buck
Anthony Jude Joseph Buck (* 29. Dezember 1936; † 15. November 2021) war ein britischer Ringer.

## Biografie
Anthony Buck war neben Kenneth Richmond einer der besten britischen Freistilringer Anfang der 1960er Jahre. Zwischen 1957 und 1965 wurde Buck sechsmal nationaler Meister und nahm an den Weltmeisterschaften 1962 und 1965 teil. Bei den British Empire and Commonwealth Games 1962 siegte er im Halbschwergewicht und nahm 1964 an den Olympischen Sommerspielen in Tokio teil. Dort verlor Buck in der Halbschwergewichtsklasse des Freistilringens zwei Kämpfe und schied somit vorzeitig aus.
In den 1960er Jahren arbeitete Buck als Türsteher in Liverpool im Cavern Club, wo zu dieser Zeit The Beatles auftraten.